# الحود (السبرة)

تعديل مصدري - تعديل

الحود هي إحدى قرى عزلة بلادالشعيبي السفلى بمديرية السبرة التابعة لمحافظة إب، بلغ تعداد سكانها 1678 نسمة حسب تعداد اليمن لعام 2004.